# Susan Auch
Susan Auch (n. 1 martie 1966, Winnipeg, Manitoba, Canada) este o sportivă ce a reprezentat Canada, medaliată olimpică. A participat la 5 ediții ale Jocurilor Olimpice (1988, 1992, 1994, 1998, 2002) în care a câștigat două medalii de argint.